# Valdeolmos-Alalpardo
Valdeolmos-Alalpardo è un comune spagnolo di 4 309 abitanti situato nella comunità autonoma di Madrid.